# Adrianna Bilik
Adrianna Bilik, coniugata Biermaier (Eitzing, 18 maggio 1945 – Vienna, 5 ottobre 2023), è stata una cestista austriaca.

## Carriera
Con l'Austria ha disputato due edizioni dei Campionati europei (1970, 1972).